# Hiro Labaste
Hiro Labaste (Polinesia Francesa, 5 de enero de 1973) es un exfutbolista de Polinesia Francesa que jugaba en la posición de centrocampista.

## Carrera

### Club
| Periodo   | Club             |
| --------- | ---------------- |
| 1991-2008 | AS Tamarii Faa'a |
| 2008-2009 | AS Pirae         |

### Selección nacional
Jugó para Tahití en 10 ocasiones de 1992 a 2004 y anotó dos goles; uno de esos goles fue en la derrota por 1-4 ante Australia en la Copa de las Naciones de la OFC 1998.